# Apemène
Apemène est une concubine de Darius, fille de Byzac.

Notable pour l'anecdote suivante, tirée de la Vulgate apocryphe, : 
« Darius [...] entretenait une concubine, appelée Apemène, fille de Bezaces, qui fut portée à une telle insolence, que le Roi se séant en son trône Royal, Apemène se sied à son côté droit, et avec une effrontée et impudique hardiesse, elle lui ôta la couronne de dessus la tête, et la mit sur la sienne par un grand mépris, et avec la main gauche elle donnait des soufflets au Roi, qui ne lui dit rien, mais le sot qu'il était l'admirait, tout joyeux, la bouche ouverte. »

## Sources
1. ↑  (en) Alcuin Blamires, The Case for Women in Medieval Culture, Oxford University Press, 1998, 279 p. (ISBN 978-0-19-818630-4, présentation en ligne), p. 56
2. ↑  Esdrae 4:29-31
3. ↑  J.P. Migne, Dictionnaire des apocryphes (lire en ligne)
4. ↑  Giacomo Affinati et Gaspar Cornuère, Le Monde renversé san-dessus dessous, F. Huby, 1614 (lire en ligne)